# Lasiosphaeriella dennisii
Lasiosphaeriella dennisii är en svampart som beskrevs av Sivan. 1975. Lasiosphaeriella dennisii ingår i släktet Lasiosphaeriella, klassen Sordariomycetes, divisionen sporsäcksvampar och riket svampar.   Inga underarter finns listade i Catalogue of Life.